# ジョニー・ファアウリ
ジョニー・ファアウリ（Johnny Fa'auli、1995年9月13日 - ）は、ジャパンラグビーリーグワン三重ホンダヒートに所属するラグビーユニオンの選手。

## プロフィール
- ニュージーランド・オタフフ出身。
- ポジションはセンター (CTB)。
- 身長: 180 cm、体重: 105 kg
- ニックネームはERIC。
- U20ニュージーランド代表に選ばれたことがある[1]。
- 7人制日本代表で出場し3cap持つ[2][3]。

## 略歴
セントケンティガンカレッジ高校からカウンティーズ・マヌカウ、タラナキ、チーフスを経て、2018年、東芝ブレイブルーパス(現・東芝ブレイブルーパス東京)に加入。同年9月9日にジャパンラグビートップリーグ第2節リコーブラックラムズ戦に先発出場で日本での公式戦初出場を果たす。
2021年秋、HSBCワールドラグビーセブンズシリーズ2022 エミレーツ・ドバイセブンズに出場する男子セブンズ日本代表のメンバーとして選出され、チームの主将も務めた。同大会で3capを得る。
2022年、静岡ブルーレヴズに加入。
2024年6月、三重ホンダヒートに入団。